# 小梅町 (桐生市)
小梅町（こうめちょう）は、群馬県桐生市の町名である。郵便番号は376-0004。

## 地理
桐生市の中部に位置する。新宿・三吉町・琴平町とともに桐生市第四区に属する。東北部は新宿に、東南部は琴平町に、西南部は渡良瀬川を境として広沢町一丁目・広沢町間ノ島に、西北部は三吉町にそれぞれ接する。
渡良瀬川の河川敷には琴平町に跨る小梅琴平公園がある。琴平通り沿いに国土交通省渡良瀬川河川事務所桐生出張所がある。渡良瀬川の堤防上に群馬県道・栃木県道402号桐生足利藤岡自転車道線が通じている。

### 河川
- 渡良瀬川

## 歴史
かつての新宿村の一部にあたる。1889年（明治22年）の町村制施行により、桐生新町、新宿村、安楽土村、下久方村、上久方村平井が合併して桐生町が発足、新宿村は桐生町の大字の一つとなる。1921年（大正10年）の市制施行を経て、1929年（昭和4年）に大字が廃止され現在の町名である「小梅町」となった。

## 世帯数と人口
2022年（令和4年）1月31日現在の世帯数と人口は以下の通りである。
| 町丁   | 世帯数  | 人口  |
| ------ | ------- | ----- |
| 小梅町 | 186世帯 | 431人 |

## 小・中学校の学区
市立小・中学校に通う場合、学区は以下の通りとなる。
| 番地 | 小学校           | 中学校             |
| ---- | ---------------- | ------------------ |
| 全域 | 桐生市立南小学校 | 桐生市立中央中学校 |

## 交通

### 鉄道
町内に鉄道駅はない。

### 道路
- 群馬県道・栃木県道402号桐生足利藤岡自転車道線

## 施設
- 小梅琴平公園

## 避難所
- 小梅琴平公園（土砂災害、地震、大規模火災時の緊急避難場所）[6]